# Shunmyō Masuno
Shunmyō Masuno (枡野 俊明, Masuno Shunmyō, né le 28 février 1953 à Yokohama) est un moine japonais et créateur de jardins. Il est prêtre en chef du temple zen Sōtō Kenkō-ji (建功寺), professeur à l'université des beaux-arts Tama et président d'une entreprise de design qui a réalisé de nombreux projets au Japon et à l'étranger. Il a été qualifié de « meilleur concepteur de jardins au Japon ».

## Biographie

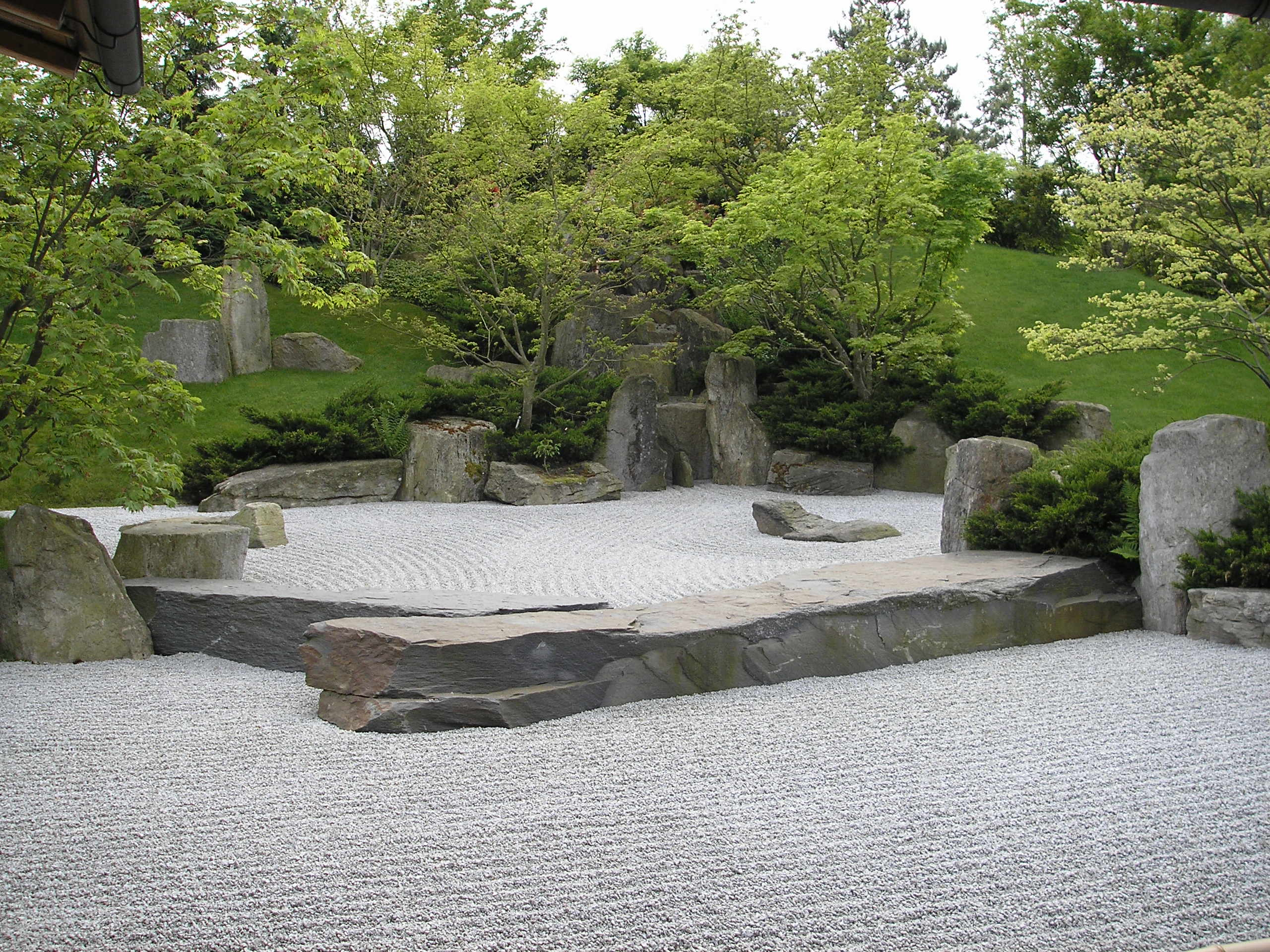
Jardin japonais à Erholungspark Marzahn, Berlin (2003).

Shunmyō Masuno est né à Yokohama, il est l'enfant aîné du 17e prêtre en chef du Kenko-ji. Après avoir obtenu son diplôme en 1975 de la faculté d'agriculture de l'université de Tamagawa, il poursuit un apprentissage en conception de jardins auprès de Katsuo Saitō, qui avait conçu le jardin du temple de son père. À partir de 1979, il suit une formation zen au Sōji-ji, l'un des deux temples principaux de l'école Sōtō. Il fonde Japanese Landscape Consultants, son entreprise de conception de jardins, en 1982. Il devient prêtre en chef de Kenko-ji en 2000.
Depuis les années 1980, il enseigne dans des universités prestigieuses : Cornell, l'université de Londres et Harvard. Il est professeur au département de design environnemental de la université des beaux-arts Tama depuis 1998 et a également enseigné à l'Université de la Colombie-Britannique, au Canada. Grâce à son entreprise, il conçoit des dizaines de jardins à travers le Japon et dans le monde. Ils comprennent des conceptions traditionnelles telles que le jardin japonais du parc Jardins du monde de Berlin ainsi que des conceptions étonnamment contemporaines telles que le karesansui de l'ambassade du Canada à Tokyo,.

## Philosophie
Lorsqu'il conçoit un jardin, Masuno médite d'abord et établit un dialogue avec l'espace. Cela nécessite un vidage de soi pour « entendre » parler les éléments du jardin. Lors de discussions avec le philosophe Koji Tanaka, il a expliqué son point de vue sur l'éthique du jardinage, affirmant que le jardinage apporte une douceur chez le concepteur, le constructeur et les gardiens. Le jardin enseigne la nature ou la valeur intrinsèque de chaque chose, la connexité, l'harmonie, la tranquillité et le caractère sacré du quotidien. Développer un sens du respect pour toutes choses n'est pas une mince étape pour devenir un être humain éthique, à la fois par rapport aux autres humains et à l'environnement en général.

## Publications sélectionnées
- (en) Ten Landscapes: Shunmyo Masuno, Rockport, 1999 (ISBN 978-1-56496-614-8, lire en ligne)
- (en) Inside Japanese Gardens―From Basics to Planning, Management and Improvement, Kokusai Hana to Midori no Hakurankai Kinenkyōkai [The Commemorative Foundation for the International Garden and Greenery Exposition], 2003 (ISBN 4-620-90636-0, lire en ligne)
- (en) The Art of Simple Living: 100 Daily Practices from a Japanese Zen Monk for a Lifetime of Calm and Joy, Michael Joseph, 2019 (ISBN 978-0525505846, lire en ligne)
- (ja) 夢窓疎石: 日本庭園を極めた禅僧 [« Musoh-soseki: Zen priest who established the secrets of the Japanese garden »], NHK Books,‎ 2005 (ISBN 9784140910290, lire en ligne)
- (ja) 禅と禅芸術としての庭 [« Gardens as Zen and Zen art »], Mainichi Shimbun,‎ 2008 (ISBN 978-4-620-60633-0)
- (ja) 禅の庭II 枡野俊明作品集 2004-2009 [« Zen Gardens: Works by Shunmyō Masuno 2004–2009 »], Mainichi Shimbun,‎ 2010 (ISBN 978-4-620-60651-4, lire en ligne)
- (ja) 禅の庭: 枡野俊明の世界 [« Zen Gardens: The world of Shunmyō Masuno »], Mainichi Shimbun,‎ 2003 (ISBN 978-4-620-60600-2, lire en ligne)